# GPHPEdit
gPHPEdit – aplikacja wspomagająca tworzenie skryptów PHP. Napisana jest dla środowiska graficznego GNOME.
Do funkcji programu należy podświetlanie wierszy zawierających błędy składniowe oraz automatyczne uzupełnianie wpisywanych nazw funkcji.